# 北國銀行背任事件
北國銀行背任事件（ほっこくぎんこうはいにんじけん）は、1993年（平成5年）に石川県の地方銀行「北國銀行」の頭取らが地元企業への融資を圧力をかけて不正に肩代わりさせたとして背任の罪の問われた事件である。別名「北國銀行事件」、「北國銀行背任事件」。

## 発端
1993年（平成5年）6月30日、北國銀行は石川県信用保証協会の債務の保証承諾を受けて石川県の機械メーカーに約8000万円の融資を行った。しかし、このメーカーは7月8日に会社整理を申し立てたため、事実上倒産状態となって返済不能となった。
倒産を受けて北國銀行は石川県信用保証協会に代位弁済を求めたが、石川県信用保証協会は担保にした機械166点のうち、4点が登記記載漏れしていたことを理由に代位弁済を拒否した。
しかし、北國銀行頭取が常務理事経由で代位弁済を強く要求。協会専務理事ら3人は頭取に逆らえば同協会の運営に支障が出ることを懸念し、1996年（平成8年）7月19日に8000万円の代位弁済を実行した。

## 捜査
1997年（平成9年）9月19日、名古屋地検特捜部は石川県信用保証協会と北國銀行を家宅捜査、押収した資料の分析を開始し、関係者からも事情聴取を行って全容解明に乗り出した。
1997年（平成9年）10月8日、名古屋地検特捜部は当時の北國銀行頭取・本陣靖司と協会幹部3人などを背任容疑で逮捕した。また、名古屋地検特捜部は機械メーカーが倒産する直前の北國銀行の責任や協会の審査方法などを追及するため、頭取の自宅などを捜索した。
1997年（平成9年）10月28日、名古屋地検特捜部は北國銀行前頭取と協会幹部3人について、前頭取が負債の肩代わりを要請したなどとして信用保証協会に対する背任の共同正犯として背任罪で起訴した。

## 関係者の処分
1997年（平成9年）10月27日、北國銀行は臨時取締役会で頭取、専務を解任して平取締役に降格する人事を決定した。後に頭取は取締役を辞任した。
1997年（平成9年）10月28日、頭取が起訴されたことを受けて大蔵省は北國銀行を国債の入札業務などから除外すると発表した。

## 刑事裁判

### 協会幹部ら3人の裁判
1998年（平成10年）1月19日、名古屋地裁（佐藤學裁判長）で初公判が開かれ、罪状認否で3人は「背任罪の認識はなかった」などと述べて犯意と共謀を否認した。
1998年（平成10年）4月24日、論告求刑公判が開かれ、検察側は「犯行当時、3人が協会に損害を与えることを認識し、北國銀行の利益を図る目的があったことは明らか」として3人に以下の量刑を求刑した。
- 石川県信用保証協会前専務理事 - 懲役2年[16]

- 石川県信用保証協会前常務理事 - 懲役2年[16]

- 石川県信用保証協会前常勤理事 - 懲役1年6月[16]

1998年（平成10年）7月22日、名古屋地裁（佐藤學裁判長）で判決公判が開かれ、3人に以下の判決を言い渡した。
- 石川県信用保証協会前専務理事 - 懲役2年、執行猶予3年[17]

- 石川県信用保証協会前常務理事 - 懲役2年、執行猶予3年[17]

- 石川県信用保証協会前常勤理事 - 懲役1年6月、執行猶予3年[17]

この判決に対し3人とも控訴を断念したため、有罪判決が確定した。

### 北國銀行元頭取の裁判
1997年（平成9年）11月27日、名古屋地裁（安江勤裁判長）で初公判が開かれ、罪状認否で「弁済は契約にのっとった正当なものであり、協会に損害を与えた認識もない。頭取として当然のことをしたまでだ」と述べて起訴事実を全面否認、無罪を主張した。
1998年（平成10年）9月22日、論告求刑公判が開かれ、検察側は「頭取としての影響力を背景に、不当な代位弁済を強要した悪質な犯行」として懲役2年6月を求刑した。
1998年（平成10年）10月27日、最終弁論が開かれ、弁護側は「頭取としての正当な職務行為だ」として改めて無罪を主張して結審した。
1999年（平成11年）1月19日、名古屋地裁（安江勤裁判長）で判決公判が開かれ「国民の信頼を著しく低下させたうえ、頭取の横暴さや不公平さを印象付けた点でも社会的影響は大きい」として懲役2年6月、執行猶予4年の有罪判決を言い渡した。弁護側は判決を不服として即日控訴した。
2001年（平成13年）1月24日、名古屋高裁（堀内信明裁判長）は「無理な代位弁済に応じるよう要求したことは関係証拠などから明らか」として一審・名古屋地裁の懲役2年6月、執行猶予4年の有罪判決を支持、控訴を棄却した。弁護側は判決を不服として即日上告した。
2004年（平成16年）7月26日、最高裁第二小法廷（北川弘治裁判長）で上告審弁論が開かれ、弁護側は「そもそも債務を肩代わりすべきだった協会に、銀行の頭取として正当な申し入れをしただけ」と無罪を主張した。一方、検察側は「協会への強い影響力を背景に、協会幹部に不正を強要しており、背任は明らか」と主張して結審した。
2004年（平成16年）9月10日、最高裁第二小法廷（北川弘治裁判長）は「被告が協会幹部と共謀し、協会に対する背任行為を実行したと認定するには、少なからぬ疑いが残る」として一・二審判決を破棄し、審理を尽くすために名古屋高裁に差し戻した。
第二小法廷は「当時県内の自治体や金融機関が負担をする中で北國銀行だけが拠出金を出さないということが可能だったのかどうか、協会役員が利害損失を総合的に判断する立場にあるので、代位弁済が背任行為だと判断できるのか、代位弁済を拒否するという事務担当者間の判断を覆すことは不当ではない」などを指摘した。以上を踏まえて「事実を誤認し、法律の解釈適用を誤った疑いがある」と結論付けた。また、有罪判決が確定した協会幹部3人についても「負担金拠出を受けることを重視して通知を撤回したのであれば、協会幹部の行為が任務に背いていたとは速断できない」と述べた。
2005年（平成17年）6月10日、名古屋高裁（川原誠裁判長）で差し戻し控訴審の初公判が開かれ、検察側は「肩代わり返済を迫る以前に、協会の保証債務は消滅しており、背任罪が成立するのは明らかだ」として控訴棄却を求めた。一方、弁護側は「被告の言動が背任行為を生じさせることはあり得ない。協会役員の行為に違法性はなく、被告は共犯に問われない」として無罪を主張した。
2005年（平成17年）9月16日、最終弁論が開かれ、弁護側は「協会に働きかけたのは、頭取として誠実に職務を遂行したに過ぎない」として改めて無罪を主張、検察側は「負担金の拠出拒否が現実的に可能だったかどうかではなく、本当に拠出を拒否されるのではないかとの恐れを抱かせる事情が存在したことが協会幹部を方針転換へと追い込み、協会に損害を与える背任行為をさせた」として控訴棄却を求めて差し戻し控訴審が結審した。
2005年（平成17年）10月28日、名古屋高裁（川原誠裁判長）で差し戻し控訴審の判決公判が開かれ、負債の肩代わりについて「協会側が免責を撤回して肩代わり弁済を実行することが、役員らの協会に対する任務違背行為に当たると認識していたと見るには疑問が残る」として無罪判決を言い渡した。一方、既に有罪判決が確定していた協会幹部に対しては「（肩代わり弁済を拒否したことに）被告が再考を求めたのに過ぎないのに、被告の影響力の大きさなどに過剰反応し、保身の気持ちもあって弁済に応じる意向を固めてしまったと見るべき余地もある」として背任罪の成立を認めた。
この判決に対して名古屋高検は「最高検と協議したが、適法な上告理由を見いだなかった」として再上告を断念、無罪判決が確定した。

## 補足
2006年（平成18年）6月、無罪判決が確定したことを受けて、北國銀行は元頭取に対して退職金を支払うことを決定した。
2006年（平成18年）8月、名古屋高裁は元頭取に対して刑事補償法に基づく補償金90万円の交付を決定した。